# Carlo Bonucci
Carlo Bonucci, né à Naples en 1799 et mort dans la même ville en 1870, est un architecte et un archéologue italien.
Il est surtout actif comme archéologue, escplorant différents sites en Campanie et dans les Pouilles, ainsi que comme directeur du musée Borbonico dont il enrichit les collections.

## Biographie
Carlo Bonucci naît à Naples en 1799. Dès la fin de ses études il est nommé architecte mais délaisse très vite cette activité pour se consacrer aux fouilles archéologiques.
Il obtient le poste d'architecte directeur des fouilles d'Herculanum le 12 octobre 1827, celui d'architecte des fouilles de Pompéi le 23 août 1828 (avec pour directeur Pietro Bianchi en 1838) puis le 20 novembre 1838 celui d'architecte directeur des fouilles de Pouzzoles. Il est élu architecte judiciaire du Grand Tribunal civil de Naples en 1845.
Carlo Bonucci meurt à Naples en 1870.

## Travaux archéologiques

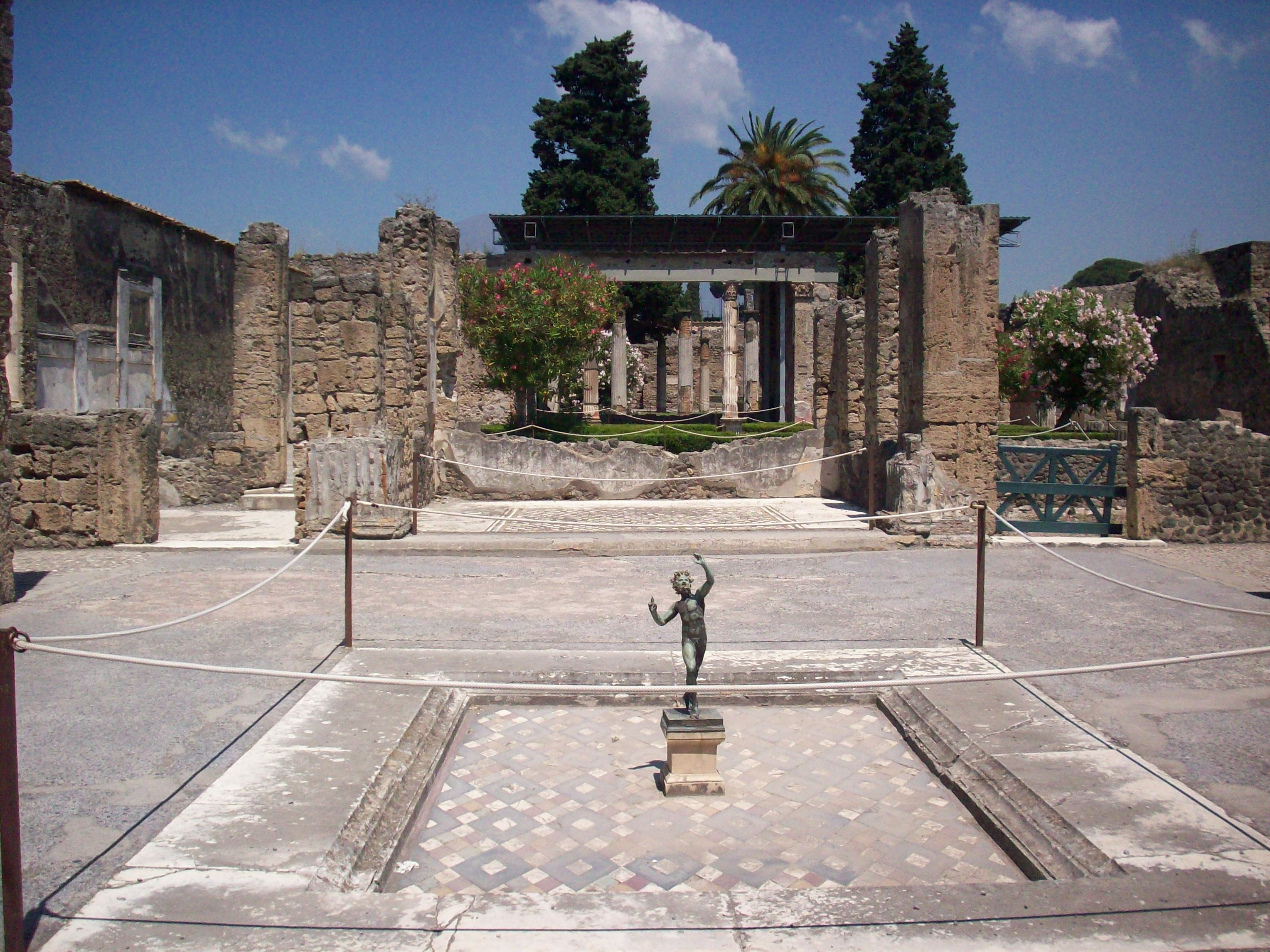
Maison du Faune.

Carlo Bonucci fait preuve, très tôt, d'un grand intérêt pour l'archéologie ; en témoignent les nombreux chantiers de fouilles qu'il a conduits. L'une de ses rares interventions comme architecte est la restauration d'une fontaine du XVIIe siècle à Naples.
À Herculanum, il engage des fouilles en 1828 mais doit les interrompre en 1855 faute de résultats spectaculaires les efforts tendant à se concentrer sur le site de Pompéi, beaucoup plus prometteur. Sur le site de Pompéi, il est favorable au redressement des structures écroulées retrouvées sur place et s'oppose en cela à Michele Arditi ; au cours de ses fouilles, il découvre de nombreux bâtiments dont la Maison du Faune fouillée entre 1830 et 1832. C'est lui qui, en 1839, met au jour l'amphithéâtre de Pouzzoles et en dégage les sous-sols. Il entame la restauration de l'amphithéâtre de Capoue en 1845, opération poursuivie par Pietro Bianchi.
Il intervient sur la plupart des chantiers archéologiques de Campanie ou des Pouilles, à Paestum (restauration du temple de Mercure), Baïes (restauration d'une partie des thermes) et Cumes (fouille d'une nécropole), Canosa où son fils Raffaele travaille à ses côtés et dresse le plan de la ville antique et de sa nécropole.
Ces interventions sont aussi pour lui l'occasion d'enrichir les collections du musée Borbonico qu'il dirige et dont il réaménage certaines salles.

## Publications
En 1964, Guido Malcangi publie, dans Il « Viaggio nella terra di Bari » di CarloBonucci (1854), une liste des publications de Bonnuci.
- Pompéi décrite par Charles Bonucci : précis des historiques des excavations depuis l'année 1748 jusqu'à nos jours  (trad. C. J., traduction de la troisième édition italienne), Naples, imprimerie française, 1828, 226 p. (lire en ligne).